# Proteomika
Proteomika – gałąź nauki z pogranicza biochemii białek i biologii molekularnej, zajmująca się badaniem proteomów. Uważana także za gałąź genetyki, gdyż bada jakościowo i ilościowo ekspresję genów na poziomie działania białek w komórce w określonym czasie.
Nazwę proteomika utworzono przez analogię do słowa genomika. Termin proteomika po raz pierwszy został użyty w 1995 roku dla określenia procesu poznawania wszystkich białek w liniach komórkowych, tkankach lub całych organizmach. Nazwa proteomika jest zwykle używana do określenia badań białek prowadzonych na dużą skalę (całych proteomów).
Proteomika jest dziedziną znacznie szerszą i bardziej złożoną niż genomika, ponieważ genom jest obiektem zmieniającym się w bardzo małym stopniu, natomiast wachlarz białek obecnych w komórce zmienia się nieustannie wskutek interakcji z czynnikami środowiskowymi oraz z innymi komórkami w organizmie. Dlatego też ekspresja białek w komórkach może być różna zależnie od lokalizacji (np. różne rodzaje tkanek), fazy cyklu komórkowego czy też warunków w otaczającym środowisku (np. panującej temperatury). Dodatkowo, białka są polimerami 20 różnych typów monomerów (aminokwasów), natomiast DNA jest polimerem 4 różnych typów monomerów (nukleotydów), wobec tego wariacje sekwencji są znacznie większe w przypadku białek. Co więcej, funkcja białek zależy zarówno od ich sekwencji, jak i struktury przestrzennej, natomiast w przypadku materiału genetycznego wpływ struktury przestrzennej na funkcję jest zmarginalizowany.
Całość białek obecnych w organizmie podczas kompletnego cyklu życiowego nazywana jest proteomem. Właśnie proteom, i jego zachowanie, jest obiektem zainteresowania proteomiki.
W przebiegu Projektu poznania ludzkiego genomu (Human Genome Project) okazało się, że liczba genów kodujących białka u człowieka jest znacznie mniejsza niż liczba białek w ludzkim proteomie (genów tych jest około 22 tysięcy, natomiast białek mniej więcej 400 tysięcy). Przypuszcza się, że przyczynami są procesy alternatywnego splicingu oraz modyfikacje posttranslacyjne. Okazało się także, że badanie samego genomu jest niewystarczające, by w pełni scharakteryzować różnorodność jego ekspresji, dlatego rozpoczęto badania białek metodami proteomicznymi.
Skatalogowanie wszystkich białek, jakie mogą pojawić się w ludzkim organizmie, oraz przypisanie im określonych funkcji jest koordynowane w skali międzynarodowej przez Human Proteome Organization.

## Gałęzie proteomiki
1. Rozdzielanie białek – większość badań proteomicznych nie może obejść się bez wstępnego rozdzielenia mieszaniny białek. Używane do tego metody to m.in. elektroforeza jedno- lub dwuwymiarowa oraz chromatografia.
2. Identyfikacja białek – mało wydajną i coraz rzadziej stosowaną metodą do określania sekwencji aminokwasowej białka jest degradacja Edmana. Obecnie najczęściej stosuje się metody wysoko przepustowe oparte na spektrometrii mas w połączeniu z białkowymi bazami danych oraz programami do sekwencjonowania de novo. Używa się również metod immunologicznych.
3. Ilościowe pomiary białek (proteomika różnicowa) – używa się w nich metod opartych na elektroforezie żelowej, z zastosowaniem różnorodnych barwników (np. różnicowa elektroforeza żelowa) lub metod opartych na spektrometrii mas i chromatografii.
4. Analiza sekwencji białka – dziedzina ta jest silnie związana z bioinformatyką i przeszukiwaniem baz danych w celu znalezienia konkretnego białka lub peptydu. Obejmuje także interesujące zagadnienia przypisania funkcji poszczególnym domenom białka, przewidywania funkcji w komórce na podstawie sekwencji oraz ewolucyjnego pokrewieństwa białek.
5. Proteomika strukturalna – zajmuje się określaniem trójwymiarowej struktury białka, stosowane techniki to krystalografia rentgenowska i spektroskopia NMR.
6. Interaktomika (proteomika interakcyjna) – bada oddziaływania między białkami w skali atomowej, cząsteczkowej i komórkowej.
7. Badanie modyfikacji białek – większość białek po procesie translacji ulega dalszej modyfikacji (modyfikacja posttranslacyjna). Szczególnie intensywnie bada się obecnie fosforylację (fosfoproteomika) i glikozylację (glikoproteomika).

## Główne techniki stosowane w proteomice
- Jedno- lub dwuwymiarowa elektroforeza żelowa – używana jest do rozdzielania białek, określania ich względnej masy i punktu izoelektrycznego.
- Krystalografia rentgenowska i spektroskopia NMR – techniki umożliwiające obserwowanie trójwymiarowej struktury białek.
- Tandemowa spektrometria mas w połączeniu z chromatografią w układzie odwróconych faz – służy do identyfikacji i ilościowego oznaczania wszystkich rodzajów białek.
- chromatografia powinowactwa